# Coppa Italia 1998-1999 (pallamano maschile)
La Coppa Italia di pallamano 1998-1999 è stata la 14ª edizione del torneo annuale organizzato dalla Federazione Italiana Gioco Handball.

Alla competizione parteciparono le quattordici squadre della Serie A1 1998-1999 più le ventotto squadre partecipanti alla Serie A2 1998-1999.

Il torneo fu vinto, per la quarta volta nella sua storia, dalla Pallamano Trieste.

## Formula
La coppa Italia 1998-1999 fu così strutturata:
- al primo turno parteciparono le ventotto squadre della Serie A2 e fu disputato con la formula dell'eliminazione diretta in gara singola;
- al secondo turno parteciparono le quattordici squadre della Serie A1 e le vincenti del primo turno; i club furono divisi in sette gironi da squadre disputati con la formula del girone all'italiana di sola andata e si qualificarono ai quarti di finale le prime classificate di ogni gruppo più la seconda miglior classificata;
- i quarti di finale, le semifinali e la finale furono disputato con la formula dell'eliminazione diretta con partite di andata e ritorno.

## Squadre partecipanti

### Serie A1
| Club              | Città           | Palasport               | Sponsor   | Stagione 1997-1998          |
| ----------------- | --------------- | ----------------------- | --------- | --------------------------- |
| Ortigia           | Siracusa        | Pala Lo Bello           | Agricoop  | 8ª in Serie A1              |
| Bologna 1969      | Bologna         | PalaSavena              |           | 5ª in Serie A1              |
| Conversano        | Conversano (BA) | Pala San Giacomo        | Telenorba | 9ª in Serie A1              |
| Cologne           | Cologne (BS)    | Palasport di Cologne    |           | 1ª in Serie A2 - Girone A   |
| Haenna            | Enna            | Palasport di Enna       | ACSI      | 7ª in Serie A1              |
| Messina           | Messina         | Palestra Montepiselli   |           | 1ª in Serie A2 - Girone B   |
| Modena            | Modena          | Pala Molza              |           | 4ª in Serie A1              |
| Prato             | Prato           | Pala Consiag            | Al.Pi.    | Campione d'Italia 1997-1998 |
| Rubiera           | Rubiera (RE)    | Pala Bursi              | Arag      | 6ª in Serie A1              |
| Trieste           | Trieste         | Pala Chiarbola          | Genertel  | 2ª in Serie A1              |
| Gymnasium Bologna | Bologna         | PalaSavena              |           | 10ª in Serie A1             |
| Brixen            | Bressanone (BZ) | Palasport di Bressanone | Forst     | 3ª in Serie A1              |
| Teramo            | Teramo          | Pala San Nicolò         |           | 12ª in Serie A1             |
| Mordano           | Mordano (BO)    | Palasport di Mordano    |           | 11ª in Serie A1             |

### Serie A2 - Girone A
| Club              | Città                  | Palasport                | Sponsor      | Stagione 1997-1998                                         |
| ----------------- | ---------------------- | ------------------------ | ------------ | ---------------------------------------------------------- |
| Carpi             | Carpi (MO)             | Palestra Viale Peruzzi   |              | 8ª in Serie A2 - Girone A                                  |
| Cellini Padova    | Padova                 | PalaFabris               | Lofra Cucine | 3ª in Serie A2 - Girone A                                  |
| Imola             | Imola (BO)             | Pala Ruggi               |              | 9ª in Serie A2 - Girone A                                  |
| Rovereto          | Rovereto (TN)          | Pala Marchetti           |              | 10ª in Serie A2 - Girone A                                 |
| San Vito          | San Vito (PN)          | Palasport di San Vito    |              | 2ª in Serie B - Girone A                                   |
| Ambra             | Poggio a Caiano (PO)   | Pala Consiag             |              | 7ª in Serie A2 - Girone A                                  |
| Ascoli            | Ascoli Piceno          | Pala Galosi              | Autolelli    | 2ª in Serie B - Girone B                                   |
| Città Sant'Angelo | Città Sant'Angelo (PE) | Pala Castagna            |              | 6ª in Serie A2 - Girone A                                  |
| Mezzocorona       | Mezzocorona (TN)       | Palasport di Mezzocorona |              | 1ª in Serie B - Girone A                                   |
| Meran             | Merano (BZ)            | Centro Carlo Wolf        | Meranatura   | 14ª in Serie A1                                            |
| Bozen             | Bolzano                | Palestra Gasteiner       |              | 2ª in Serie A2 - Girone A                                  |
| Taufers           | Campo Tures (BZ)       | Sporthalle Industriezone | Neff         | 4ª in Serie A2 - Girone A                                  |
| Casalgrande       | Casalgrande (RE)       | Pala Keope               |              | 4ª in Serie B - Girone A (Sostituisce la Rimini Pallamano) |
| Tassina Rovigo    | Rovigo                 | Palasport di Rovigo      |              | 5ª in Serie A2 - Girone A                                  |

### Serie A2 - Girone B
| Club                  | Città                 | Palasport                    | Sponsor  | Stagione 1997-1998         |
| --------------------- | --------------------- | ---------------------------- | -------- | -------------------------- |
| Amatori Roma          | Roma                  | Palasport di Roma            |          | 1ª in Serie B - Girone C   |
| Chieti                | Chieti                | PalaTricalle                 |          | 2ª in Serie A2 - Girone B  |
| CUS Palermo           | Palermo               | Pala Cus                     |          | 4ª in Serie A2 - Girone B  |
| Olimpia La Salle      | Torre del Greco (NA)  | Palasport di Torre del Greco |          | 2ª in Serie B - Girone C   |
| Il Giovinetto Marsala | Marsala (TP)          | Pala Bellina                 | Vini     | 2ª in Serie B - Girone D   |
| Jchnusa Sassari       | Sassari               | Pala Santoru                 |          | 8ª in Serie A2 - Girone B  |
| ACLI Napoli           | Napoli                | Pala Argento                 |          | 9ª in Serie A2 - Girone B  |
| Benevento             | Benevento             | Pala Sannio                  |          | 5ª in Serie A2 - Girone B  |
| Mascalucia            | Mascalucia (CT)       | Palasport di Mascalucia      | Virlinzi | 1ª in Serie B - Girone D   |
| Mazara                | Mazara del Vallo (TP) | Pala Affacciata              |          | 13ª in Serie A1            |
| Rosolini              | Rosolini (SR)         | Palasport di Rosolini        |          | 7ª in Serie A2 - Girone B  |
| Junior Fasano         | Fasano (BR)           | Palestra Zizzi               |          | 3ª in Serie A2 - Girone B  |
| Gaeta                 | Gaeta (LT)            | Arena Miramare               |          | 6ª in Serie A2 - Girone B  |
| VVFF Siracusa         | Siracusa              | Pala Lo Bello                |          | 10ª in Serie A2 - Girone B |

## Primo turno
| Squadra 1             | Squadra 2         | Risultato                                  |
| --------------------- | ----------------- | ------------------------------------------ |
| Casalgrande           | Tassina Rovigo    | Casalgrande, 1º settembre 1998             |
| Casalgrande           | Tassina Rovigo    | 21 - 20                                    |
| Imola                 | Cellini Padova    | Imola, 1º settembre 1998                   |
| Imola                 | Cellini Padova    | 17 - 16                                    |
| Taufers               | Meran             | Taufers, 1º settembre 1998                 |
| Taufers               | Meran             | 20 - 27                                    |
| Mezzocorona           | Bozen             | Mezzocorona, 1º settembre 1998             |
| Mezzocorona           | Bozen             | 28 - 29                                    |
| Amatori Roma          | Jchnusa Sassari   | Roma, 1º settembre 1998                    |
| Amatori Roma          | Jchnusa Sassari   | 19 - 38                                    |
| Ascoli                | Città Sant'Angelo | Ascoli Piceno, 1º settembre 1998           |
| Ascoli                | Città Sant'Angelo | 25 - 28                                    |
| San Vito              | Rovereto          | San Vito al Tagliamento, 1º settembre 1998 |
| San Vito              | Rovereto          | 20 - 26                                    |
| Carpi                 | Ambra             | Carpi, 1º settembre 1998                   |
| Carpi                 | Ambra             | 26 - 15                                    |
| Olimpia La Salle      | Gaeta             | Torre del Greco, 1º settembre 1998         |
| Olimpia La Salle      | Gaeta             | 13 - 23                                    |
| ACLI Napoli           | Benevento         | Napoli, 1º settembre 1998                  |
| ACLI Napoli           | Benevento         | 32 - 24                                    |
| Junior Fasano         | Chieti            | Fasano, 1º settembre 1998                  |
| Junior Fasano         | Chieti            | 22 - 19                                    |
| Mascalucia            | Rosolini          | Mascalucia, 1º settembre 1998              |
| Mascalucia            | Rosolini          | 22 - 27                                    |
| Il Giovinetto Marsala | Mazara            | Marsala, 1º settembre 1998                 |
| Il Giovinetto Marsala | Mazara            | 15 - 42                                    |
| VVFF Siracusa         | CUS Palermo       | Siracusa, 1º settembre 1998                |
| VVFF Siracusa         | CUS Palermo       | 24 - 27                                    |

## Secondo turno

### Girone A
|  | Pos. | Squadra           | Pt | G | V | N | P | GF  | GS  | DR  |
|  | ---- | ----------------- | -- | - | - | - | - | --- | --- | --- |
|  | 1.   | Trieste           | 6  | 3 | 3 | 0 | 0 | 100 | 53  | +47 |
|  | 2.   | Gymnasium Bologna | 4  | 3 | 2 | 0 | 1 | 86  | 73  | +13 |
|  | 3.   | Casalgrande       | 2  | 3 | 1 | 0 | 2 | 84  | 84  | 0   |
|  | 4.   | Imola             | 0  | 3 | 0 | 0 | 3 | 40  | 100 | -60 |

| Casalgrande 4 settembre 1998 | Casalgrande | 31 – 32 | Gymnasium Bologna |  |

| Casalgrande 4 settembre 1998 | Imola | 9 – 37 | Trieste |  |

| Casalgrande 4 settembre 1998 | Imola | 12 – 29 | Gymnasium Bologna |  |

| Casalgrande 4 settembre 1998 | Casalgrande | 19 – 33 | Trieste |  |

| Casalgrande 5 settembre 1998 | Casalgrande | 34 – 19 | Imola |  |

| Casalgrande 5 settembre 1998 | Trieste | 30 – 25 | Gymnasium Bologna |  |

### Girone B
|  | Pos. | Squadra | Pt | G | V | N | P | GF | GS | DR  |
|  | ---- | ------- | -- | - | - | - | - | -- | -- | --- |
|  | 1.   | Brixen  | 6  | 3 | 3 | 0 | 0 | 77 | 53 | +24 |
|  | 2.   | Meran   | 4  | 3 | 2 | 0 | 1 | 75 | 70 | +5  |
|  | 3.   | Bozen   | 2  | 3 | 1 | 0 | 2 | 62 | 71 | -9  |
|  | 4.   | Cologne | 0  | 3 | 0 | 0 | 3 | 60 | 80 | -20 |

| Merano 4 settembre 1998 | Meran | 21 – 29 | Brixen |  |

| Merano 4 settembre 1998 | Bozen | 27 – 22 | Cologne |  |

| Merano 4 settembre 1998 | Bozen | 15 – 23 | Brixen |  |

| Merano 4 settembre 1998 | Meran | 28 – 21 | Cologne |  |

| Merano 5 settembre 1998 | Meran | 26 – 20 | Bozen |  |

| Merano 5 settembre 1998 | Cologne | 17 – 25 | Brixen |  |

### Girone C
|  | Pos. | Squadra           | Pt | G | V | N | P | GF | GS | DR  |
|  | ---- | ----------------- | -- | - | - | - | - | -- | -- | --- |
|  | 1.   | Rubiera           | 6  | 3 | 3 | 0 | 0 | 95 | 68 | +27 |
|  | 2.   | Bologna 1969      | 4  | 3 | 2 | 0 | 1 | 77 | 69 | +8  |
|  | 3.   | Città Sant'Angelo | 2  | 3 | 1 | 0 | 2 | 66 | 83 | -17 |
|  | 4.   | Jchnusa Sassari   | 0  | 3 | 0 | 0 | 3 | 70 | 88 | -18 |

| Sassari 4 settembre 1998 | Jchnusa Sassari | 24 – 25 | Bologna 1969 |  |

| Sassari 4 settembre 1998 | Rubiera | 29 – 24 | Città Sant'Angelo |  |

| Sassari 4 settembre 1998 | Bologna 1969 | 30 – 15 | Città Sant'Angelo |  |

| Sassari 4 settembre 1998 | Jchnusa Sassari | 22 – 36 | Rubiera |  |

| Sassari 5 settembre 1998 | Jchnusa Sassari | 24 – 27 | Città Sant'Angelo |  |

| Sassari 5 settembre 1998 | Rubiera | 30 – 22 | Bologna 1969 |  |

### Girone D
|  | Pos. | Squadra  | Pt | G | V | N | P | GF | GS | DR  |
|  | ---- | -------- | -- | - | - | - | - | -- | -- | --- |
|  | 1.   | Modena   | 6  | 3 | 3 | 0 | 0 | 72 | 50 | +22 |
|  | 2.   | Mordano  | 4  | 3 | 2 | 0 | 1 | 67 | 56 | +11 |
|  | 3.   | Carpi    | 2  | 3 | 1 | 0 | 2 | 62 | 75 | -13 |
|  | 4.   | Rovereto | 0  | 3 | 0 | 0 | 3 | 54 | 74 | -20 |

| Rovereto 4 settembre 1998 | Rovereto | 20 – 23 | Mordano |  |

| Rovereto 4 settembre 1998 | Carpi | 19 – 28 | Modena |  |

| Rovereto 4 settembre 1998 | Rovereto | 16 – 28 | Modena |  |

| Rovereto 4 settembre 1998 | Carpi | 20 – 29 | Mordano |  |

| Rovereto 5 settembre 1998 | Rovereto | 23 – 18 | Carpi |  |

| Rovereto 5 settembre 1998 | Modena | 16 – 15 | Mordano |  |

### Girone E
|  | Pos. | Squadra     | Pt | G | V | N | P | GF  | GS | DR  |
|  | ---- | ----------- | -- | - | - | - | - | --- | -- | --- |
|  | 1.   | Prato       | 6  | 3 | 3 | 0 | 0 | 103 | 49 | +54 |
|  | 2.   | Teramo      | 4  | 3 | 2 | 0 | 1 | 74  | 77 | -3  |
|  | 3.   | Gaeta       | 2  | 3 | 1 | 0 | 2 | 60  | 78 | -18 |
|  | 4.   | ACLI Napoli | 0  | 3 | 0 | 0 | 3 | 59  | 92 | -33 |

| Teramo 4 settembre 1998 | Teramo | 24 – 20 | Gaeta |  |

| Teramo 4 settembre 1998 | Prato | 39 – 12 | ACLI Napoli |  |

| Teramo 4 settembre 1998 | Gaeta | 14 – 31 | Prato |  |

| Teramo 4 settembre 1998 | Teramo | 27 – 24 | ACLI Napoli |  |

| Teramo 5 settembre 1998 | Teramo | 23 – 33 | Prato |  |

| Teramo 5 settembre 1998 | ACLI Napoli | 23 – 26 | Gaeta |  |

### Girone F
|  | Pos. | Squadra       | Pt | G | V | N | P | GF | GS | DR  |
|  | ---- | ------------- | -- | - | - | - | - | -- | -- | --- |
|  | 1.   | Conversano    | 6  | 3 | 3 | 0 | 0 | 81 | 63 | +18 |
|  | 2.   | Messina       | 4  | 3 | 2 | 0 | 1 | 72 | 66 | +6  |
|  | 3.   | Rosolini      | 2  | 3 | 1 | 0 | 2 | 69 | 73 | -4  |
|  | 4.   | Junior Fasano | 0  | 3 | 0 | 0 | 3 | 61 | 81 | -20 |

| Fasano 4 settembre 1998 | Junior Fasano | 22 – 27 | Conversano |  |

| Fasano 4 settembre 1998 | Rosolini | 22 – 24 | Messina |  |

| Fasano 4 settembre 1998 | Rosolini | 22 – 30 | Conversano |  |

| Fasano 4 settembre 1998 | Junior Fasano | 20 – 29 | Messina |  |

| Fasano 5 settembre 1998 | Rosolini | 25 – 19 | Junior Fasano |  |

| Fasano 5 settembre 1998 | Conversano | 24 – 19 | Messina |  |

### Girone G
|  | Pos. | Squadra     | Pt | G | V | N | P | GF | GS | DR  |
|  | ---- | ----------- | -- | - | - | - | - | -- | -- | --- |
|  | 1.   | Haenna      | 6  | 3 | 3 | 0 | 0 | 77 | 65 | +12 |
|  | 2.   | Ortigia     | 4  | 3 | 2 | 0 | 1 | 65 | 66 | -1  |
|  | 3.   | Mazara      | 2  | 3 | 1 | 0 | 2 | 60 | 68 | -8  |
|  | 4.   | CUS Palermo | 0  | 3 | 0 | 0 | 3 | 63 | 66 | -3  |

| Palermo 4 settembre 1998 | CUS Palermo | 22 – 23 | Haenna |  |

| Palermo 4 settembre 1998 | Mazara | 19 – 20 | Ortigia |  |

| Palermo 4 settembre 1998 | CUS Palermo | 20 – 21 | Ortigia |  |

| Palermo 4 settembre 1998 | Mazara | 19 – 27 | Haenna |  |

| Palermo 5 settembre 1998 | CUS Palermo | 24 – 27 | Mazara |  |

| Palermo 5 settembre 1998 | Haenna | 27 – 24 | Ortigia |  |

## Quarti di finale
| Squadra 1         | Squadra 2 | Andata     | Ritorno    | Totale  |
| ----------------- | --------- | ---------- | ---------- | ------- |
| Gymnasium Bologna | Prato     | Bologna    | Prato      | 46 - 56 |
| Gymnasium Bologna | Prato     | 20 - 28    | 26 - 28    | 46 - 56 |
| Conversano        | Trieste   | Conversano | Trieste    | 43 - 49 |
| Conversano        | Trieste   | 18 - 21    | 25 - 28    | 43 - 49 |
| Haenna            | Modena    | Enna       | Modena     | 49 - 54 |
| Haenna            | Modena    | 27 - 22    | 22 - 32    | 49 - 54 |
| Rubiera           | Brixen    | Rubiera    | Bressanone | 35 - 34 |
| Rubiera           | Brixen    | 20 - 14    | 15 - 20    | 35 - 34 |

## Semifinali
| Squadra 1 | Squadra 2 | Andata  | Ritorno | Totale  |
| --------- | --------- | ------- | ------- | ------- |
| Rubiera   | Prato     | Rubiera | Prato   | 46 - 47 |
| Rubiera   | Prato     | 22 - 19 | 24 - 28 | 46 - 47 |
| Modena    | Trieste   | Modena  | Trieste | 42 - 46 |
| Modena    | Trieste   | 18 - 22 | 24 - 24 | 42 - 46 |

## Finale
| Squadra 1 | Squadra 2 | Andata  | Ritorno | Totale  |
| --------- | --------- | ------- | ------- | ------- |
| Trieste   | Prato     | Trieste | Prato   | 46 - 44 |
| Trieste   | Prato     | 29 - 20 | 17 - 24 | 46 - 44 |